# Южный сельсовет (Башкортостан)
Южный сельсове́т — упразднённая в 2008 году административно-территориальная единица и сельское поселение (тип муниципального образования) в составе Бижбулякского района. Почтовый индекс — 452059. Код ОКАТО — 80212847000. Объединён с сельским поселением Демский сельсовет. Образован в 1985 году.

## Состав сельсовета
деревни Набережный — административный центр, Хомутовка, Боголюбовка.

## История
Указ Президиума ВС Башкирской АССР от 27.09.1985 N 6-2/296 «Об образовании Южного сельсовета в составе Бижбулякского района» постановил:

Образовать в составе Бижбулякского района Южный сельсовет с центром в поселке фермы N 4 Демского совхоза.

Включить в состав Южного сельсовета населенные пункты Боголюбовка, фермы N 4 Демского совхоза, фермы N 5 Демского совхоза, исключив их из Демского сельсовета Бижбулякского района.
В 1993 году советские топонимы в сельсовете заменены.
Указом Президиума ВС РБ от 29.03.93 N 6-2/117 «О переименовании некоторых населенных пунктов Южного сельсовета Бижбулякского района» работу по переименованию возложена на местную администрацию:

1. Переименовать поселок фермы N 4 Демского совхоза в поселок Набережный, поселок фермы N 5 Демского совхоза в поселок Хомутовка Южного сельсовета Бижбулякского района.

2. Поручить президиуму Бижбулякского районного Совета народных депутатов обеспечить проведение необходимых организационно — технических мероприятий, связанных с переименованием населенных пунктов, указанных в п. 1. 
В 2008 году Южный сельсовет со старым названием и н.п. под новыми именами были возвращены в Демский сельсовет.
Закон Республики Башкортостан от 19.11.2008 N 49-з «Об изменениях в административно-территориальном устройстве Республики Башкортостан в связи с объединением отдельных сельсоветов и передачей населённых пунктов», ст.1. п 10) гласил:

 "Внести следующие изменения в административно-территориальное устройство Республики Башкортостан:

объединить Демский и Южный сельсоветы с сохранением наименования
«Демский» с административным центром в селе Демский.
Включить деревни Боголюбовка, Набережный, Хомутовка Южного сельсовета в
состав Демского сельсовета.

Утвердить границы Демского сельсовета согласно представленной схематической карте.

Исключить из учётных данных Южный сельсовет
На 2008 год граничил с муниципальными образованиями: («Закон Республики Башкортостан от 17.12.2004 N 126-з (ред. от 19.11.2008) „О границах, статусе и административных центрах муниципальных образований в Республике Башкортостан“»).